# Reprezentacja Gujany w piłce nożnej mężczyzn
Reprezentacja Gujany w piłce nożnej jest narodową drużyną Gujany i gra pod egidą Federacji piłkarskiej Gujany (Guyana Football Federation). Federacja powstała w 1902, od 1961 należy do CONCACAF, od 1970 do FIFA. Chociaż Gujana leży w Ameryce Południowej, należy do federacji piłkarskiej Ameryki Północnej (CONCACAF). Gujańczycy nigdy nie awansowali do finałów Mistrzostw Świata. W Złotym Pucharze CONCACAF brali udział raz w 2019 roku. Zakwalifikowała się do Pucharu Karaibów w 2007. Przydomek reprezentacji to Złote Jaguary (Golden Jaguars).
Gujana zajmowała 18 maja 2011 r. 14. miejsce w CONCACAF.

## Mistrzostwa Świata 2014 -Kwalifikacje

### Grupa H
| Miejsce | Drużyna   | Mecze | Punkty | Zwyc. | Rem. | Por. | Bramki |
| ------- | --------- | ----- | ------ | ----- | ---- | ---- | ------ |
| 1       | Meksyk    | 6     | 18     | 6     | 0    | 0    | 15-2   |
| 2       | Kostaryka | 6     | 10     | 3     | 1    | 2    | 14-5   |
| 3       | Salwador  | 6     | 5      | 1     | 2    | 3    | 8-11   |
| 4       | Gujana    | 6     | 1      | 0     | 1    | 5    | 5-24   |

## Udział wMistrzostwach Świata
- 1930 – 1966 – Nie brała udziału (była kolonią brytyjską)
- 1970 – 1974 – Nie brała udziału
- 1978 – 1998 – Nie zakwalifikowała się
- 2002 – Dyskwalifikacja[1]
- 2006 – 2022 – Nie zakwalifikowała się

## Udział wZłotym Pucharze CONCACAF
- 1991 – 1996 – Nie zakwalifikowała się
- 1998 – Nie brała udziału
- 2000 – 2003 – Nie zakwalifikowała się
- 2005 – Wycofała się w trakcie kwalifikacji
- 2007 – 2017 – Nie zakwalifikowała się
- 2019 – Faza grupowa
- 2021 – Nie zakwalifikowała się

## Udział wPucharze Karaibów
- 1989 – 1990 – Nie brała udziału
- 1991 – IV Miejsce
- 1992 – 1994 – Nie zakwalifikowała się
- 1995 – Nie brała udziału
- 1996 – 2001 – Nie zakwalifikowała się
- 2005 – Wycofała się z kwalifikacji
- 2007 – Faza Grupowa
- 2008 – Nie zakwalifikowała się
- 2010 – Faza Grupowa
- 2012 – 2017 – Nie zakwalifikowała się